# 小中健
小中 健（こなか けん）は、日本の元卓球選手。現役時代は日本代表として世界卓球選手権でメダルを獲得する等活躍した。国際卓球連盟世界ランキング最高位は11位。

## 経歴
弘前商高在学時の1959年度、全国高等学校卓球選手権大会個人の部で優勝。
法政大学在学時の1962年度、ジャカルタ (インドネシア) で開催されたアジア競技大会卓球競技では、三木圭一と出場した男子ダブルスで金メダル、団体で金メダル。全日本卓球選手権大会ではシングルス決勝で三木に0-3で敗れ準優勝。
1963年度、プラハ (チェコスロバキア) で行われた世界卓球選手権シングルスでは16強。三木と出場した男子ダブルス準決勝で荘則棟 / 徐寅生組 (中国) に0-3で敗れ銅メダル。山中教子と出場した混合ダブルスでは準々決勝敗退。荻村伊智朗、三木、木村興治と出場した団体で銀メダル。全日本選手権ではシングルス決勝で三木を3-1で下し優勝。
1964年度、ソウル (韓国) で開催されたアジア卓球選手権ではシングルスで銀メダル、木村と出場した男子ダブルスで金メダル、深津尚子と出場した混合ダブルスで金メダル、団体で金メダル。全日本選手権ではシングルス決勝で木村に2-3で屈し準優勝。翌年にかけての世界ランキング11位。
1965年度、リュブリャナ (ユーゴスラビア) で行われた世界選手権で三木と出場した男子ダブルスでは準々決勝敗退。深津と出場した混合ダブルス準決勝では木村 / 関正子組 (日本) に1-3で敗れ銅メダル。木村、野平孝雄、荻村、高橋浩と出場した団体で銀メダル。世界ランキング13位。